# 長垣市
長垣市（ちょうえん-し）は中華人民共和国河南省の新郷市に位置する県級市。

## 行政区画
- 街道:蒲西街道、蒲東街道、南蒲街道、蒲北街道、魏荘街道
- 鎮:丁欒鎮、樊相鎮、悩里鎮、常村鎮、趙堤鎮、孟崗鎮、満村鎮、苗寨鎮、張三寨鎮、方里鎮、佘家鎮
- 郷:芦崗郷、武邱郷